# Сермятка
Сермятка — река в Духовщинском и Демидовском районах Смоленской области, правый приток реки Ельша.
Длина реки — 38 км, площадь водосборного бассейна — 169 км². Впадает в Ельшу по правому берегу напротив деревни Парнево (55 км от устья).
Течение проходит в лесах национального парка «Смоленское Поозерье».
На берегах реки расположены малые населённые пункты Борки, Бердяево, Рудня, Шевелево.
Основной приток — Дошня (левый, длина 14 км).

## Народные промыслы
Сермятка интересна тем, что, находясь на отдалении от населённых пунктов, на ней сохранилось традиционное средство рыболовного промысла — закол. На реке можно обнаружить несколько заколов разной степени сохранности. По информации заместителя директора по охране Г. В. Рагонского, обнародованной в гостевой книге на официальном сайте национального парка, ранее на реке сотрудники парка «сотрудники службы охраны разбирали десятки таких заколов».

## Легенда
С происхождением реки связывается легенда: «В древности одна женщина нашла золотой слиток и решила спрятать его от людей. Закопала золото в землю, вдруг в этом месте яма образовалась, вода забурлила, поглотила сермяжное золото. Так образовалась река Сермятка».